# Ульріх Кесслер
Ульріх Отто Едуард Кесслер (нім. Ulrich Otto Eduard Kessler; 3 листопада 1894, Данциг — 27 березня 1983) — німецький офіцер, генерал авіації. Кавалер Лицарського хреста Залізного хреста.

## Біографія
1 квітня 1914 року вступив до Імператорських військово-морських сил. Пройшов підготовку у військово-морському училищі в Мюрвіку (1914) і на борту лінійного корабля «Віттельсбах». Учасник Першої світової війни, з листопада 1915 року — вахтовий офіцер на легкому крейсері «Любек». Пройшов підготовку льотчика морської авіації.
З грудня 1918 по січень 1919 року в складі гвардійської кавалерійської стрілецької дивізії брав участь в боях з комуністами в Центральній і Північній Німеччині, в січні-лютому 1919 року — в Добровольчої корпусі Люттвіца. Після демобілізації залишений на флоті, служив на торпедних катерах, на крейсері «Гамбург». З 1927 року займався переважно питаннями відтворення морської авіації. З 1 квітня 1931 року — 5-й офіцер Адмірал-штабу (відповідальний за авіацію) в штабі флоту. З 1 жовтня 1931 року — вахтовий офіцер на лінійному кораблі «Гессен», з 1 січня 1933 року — експерт з питань морської авіації німецької делегації на Женевській конференції з роззброєння. 1 вересня 1933 року переведений до люфтваффе і призначений начальником групи Командного управління Імперського міністерства авіації. З 1 жовтня 1934 року — начальник авіаційного технічного училища в Варнемюнде. Закінчив курс Військової академії (1936). З 1 жовтня 1936 року — командир групи берегової авіації «Сильт». 1 жовтня 1937 року призначений начальником штабу 4-го авіаційного округу, а 1 липня 1938 року переведений в Генштаб Люфтваффе.
З 15 листопада 1938 року — командир 1-ї бомбардувальної ескадри «Гінденбург», з 19 грудня 1939 року — начальник штабу 1-го повітряного флоту, з 25 квітня 1940 року — 10-го авіаційного корпусу і командувач авіацією в Дронгаймі, з 28 червня 1940 року — начальника бойової підготовки Люфтваффе. 5 лютого 1942 року призначений авіаційним командиром в Атлантиці. У завдання Кесслера входило забезпечення повітряного прикриття діючих в цьому регіоні кораблів. У березні 1944 році штаб Кесслера розформовано, а сам він отримав посаду начальника штабу зв'язку люфтваффе в Токіо, одночасно з 22 січня 1945 року — військово-повітряний аташе в Токіо. 15 травня 1945 року, перебуваючи на підводному човні U-234, здався американцям, був доставлений до Німеччини, де 10 травня 1947 року звільнений.

## Звання
- Кадет (1 квітня 1914)
- Фенріх-цур-зее (23 грудня 1914)
- Лейтенант-цур-зее (13 липня 1916)
- Оберлейтенант-цур-зее (28 вересня 1920)
- Капітан-лейтенант (1 березня 1926)
- Корветтен-капітан (1 квітня 1933)
- Оберстлейтенант (1 квітня 1935)
- Оберст (1 квітня 1937)
- Генерал-майор (1 квітня 1939)
- Генерал-лейтенант (1 квітня 1941)
- Генерал авіації (1 вересня 1944)

## Нагороди
- Залізний хрест 2-го і 1-го класу
- Ганзейський Хрест (Любек)
- Знак пілота ВМФ за польоти над морем
- Морський нагрудний знак «За поранення» в чорному
- Пам'ятний знак пілота (Пруссія)
- Почесний хрест ветерана війни з мечами
- Медаль «За вислугу років у Вермахті» 4-го, 3-го, 2-го і 1-го класу (25 років; 2 жовтня 1936) — отримав 4 нагороди одночасно.
- Комбінований Знак Пілот-Спостерігач
- Застібка до Залізного хреста 2-го і 1-го класу
- Хрест Воєнних заслуг 2-го і 1-го класу з мечами
- Німецький хрест в золоті (3 квітня 1944)
- Лицарський хрест Залізного хреста (8 квітня 1944)